# Keraphyton mawsoniae
Keraphyton mawsoniae — викопний вид папоротеподібних рослин порядку Iridopteridales класу кладоксилопсид (Cladoxylopsida), що існував у пізньому девоні (360 млн років тому). Скам'янілий відбиток рослини знайдено у Новому Південному Уельсі (Австралія). Зразок являє собою пряму частину анатомічно збереженого стебла завдовжки 90 см і шириною 2 х 1 см. Характеризується зірчастою судинною системою з нитками, розташованими на кінчиках ребер та відсутністю вторинних тканин.